# Ropica dissonans
Ropica dissonans là một loài bọ cánh cứng trong họ Cerambycidae.